# Lily-Rose Aslandogdu
Lily-Rose Aslandogdu (* 19. März 2003 in Harlow) ist eine britische Schauspielerin.

## Leben und Karriere
Aslandogdu wurde am 19. März 2003
als Tochter einer englischen Mutter und eines türkischen Vater in Harlow geboren. Sie besuchte die Burnt Mill Academy und dann die Epping St John’s School.
Ihr Debüt gab sie 2016 in einer Folge in Houdini & Doyle. Im selben Jahr war sie in dem Film Sieben Minuten nach Mitternacht zu sehen. Von 2016 bis 2017 spielte Aslandogdu in Call the Midwife – Ruf des Lebens mit. 2017 trat sie in Modern Life Is Rubbish auf.
Außerdem wurde sie 2018 für die Serie The Alienist – Die Einkreisung gecastet. Anschließend bekam sie 2020 in dem Film How to Stop a Recurring Dream eine Hauptrolle. 2022 setzte sie ihre Karriere in The Essex Serpent fort.

## Filmografie
Filme
- 2016: Sieben Minuten nach Mitternacht (A Monster Calls)
- 2016: Trigga
- 2017: Modern Life Is Rubbish
- 2019: Home
- 2020: How to Stop a Recurring Dream

Serien
- 2016: Houdini & Doyle
- 2016–2017: Call the Midwife – Ruf des Lebens (Call the Midwife)
- 2018: The Alienist – Die Einkreisung (The Alienist)
- 2022: The Essex Serpent